# Nuoto di fondo ai campionati europei di nuoto 2018 - 25 km femminili
La gara dei 25 km in acque libere femminile si è svolta la mattina del 12 agosto 2018 e vi hanno partecipato 16 atlete.

## Medaglie
| Posizione | Atleta                | Paese       |
| --------- | --------------------- | ----------- |
| Oro       | Arianna Bridi         | Italia      |
| Argento   | Sharon van Rouwendaal | Paesi Bassi |
| Bronzo    | Lara Grangeon         | Francia     |

## Risultati
| Pos. | Atleta                | Nazionalità | Tempo     |
| ---- | --------------------- | ----------- | --------- |
|      | Arianna Bridi         | Italia      | 5h19'34"6 |
|      | Sharon van Rouwendaal | Paesi Bassi | 5h19'34"7 |
|      | Lara Grangeon         | Francia     | 5h19'42"9 |
| 4    | Angela Maurer         | Germania    | 5h21'12"5 |
| 5    | Lisa Pou              | Francia     | 5h22'32"2 |
| 6    | Anna Olasz            | Ungheria    | 5h24'35"9 |
| 7    | Esmee Vermeulen       | Paesi Bassi | 5h24'54"7 |
| 8    | Anastasija Krapivina  | Russia      | 5h24'56"6 |
| 9    | Aurora Ponselé        | Italia      | 5h25'02"4 |
| 10   | Onon Sömenek          | Ungheria    | 5h28'28"0 |
| 11   | Olga Kozydub          | Russia      | 5h28'29"1 |
| 12   | Martina Grimaldi      | Italia      | 5h28'47"9 |
| 13   | Daria Kulik           | Russia      | 5h32'19"8 |
| 14   | Lenka Štěrbová        | Rep. Ceca   | 5h34'14"1 |
| —    | Sarah Köhler          | Germania    | DNF       |
| —    | Finnia Wunram         | Germania    | DNF       |